# Les Avenières
Les Avenières [lez‿avənjɛʁ] ist eine ehemalige französische Gemeinde  mit 5.604 Einwohnern (Stand: 1. Januar 2022) im Département Isère in der Region Auvergne-Rhône-Alpes.7 Sie gehörte zum Arrondissement La Tour-du-Pin, zum Kanton Morestel. Die Einwohner werden Avenièrants genannt.
Sie wurde mit Wirkung vom 1. Januar 2016 mit der früheren Gemeinde Veyrins-Thuellin fusioniert und zur Commune nouvelle Les Avenières Veyrins-Thuellin zusammengelegt.

## Geografie

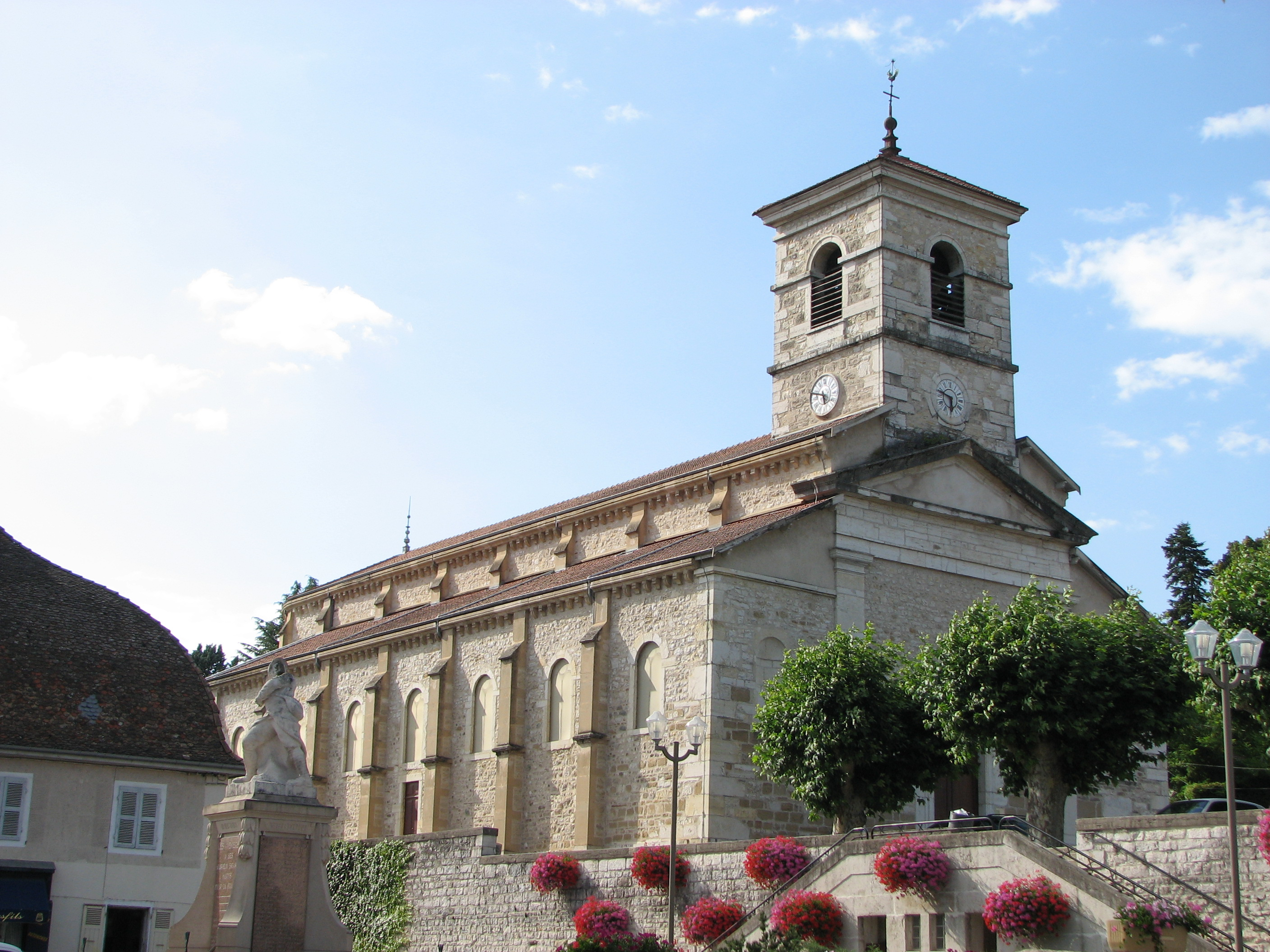
Kirche Saint-Pierre („Église de Ciers“)

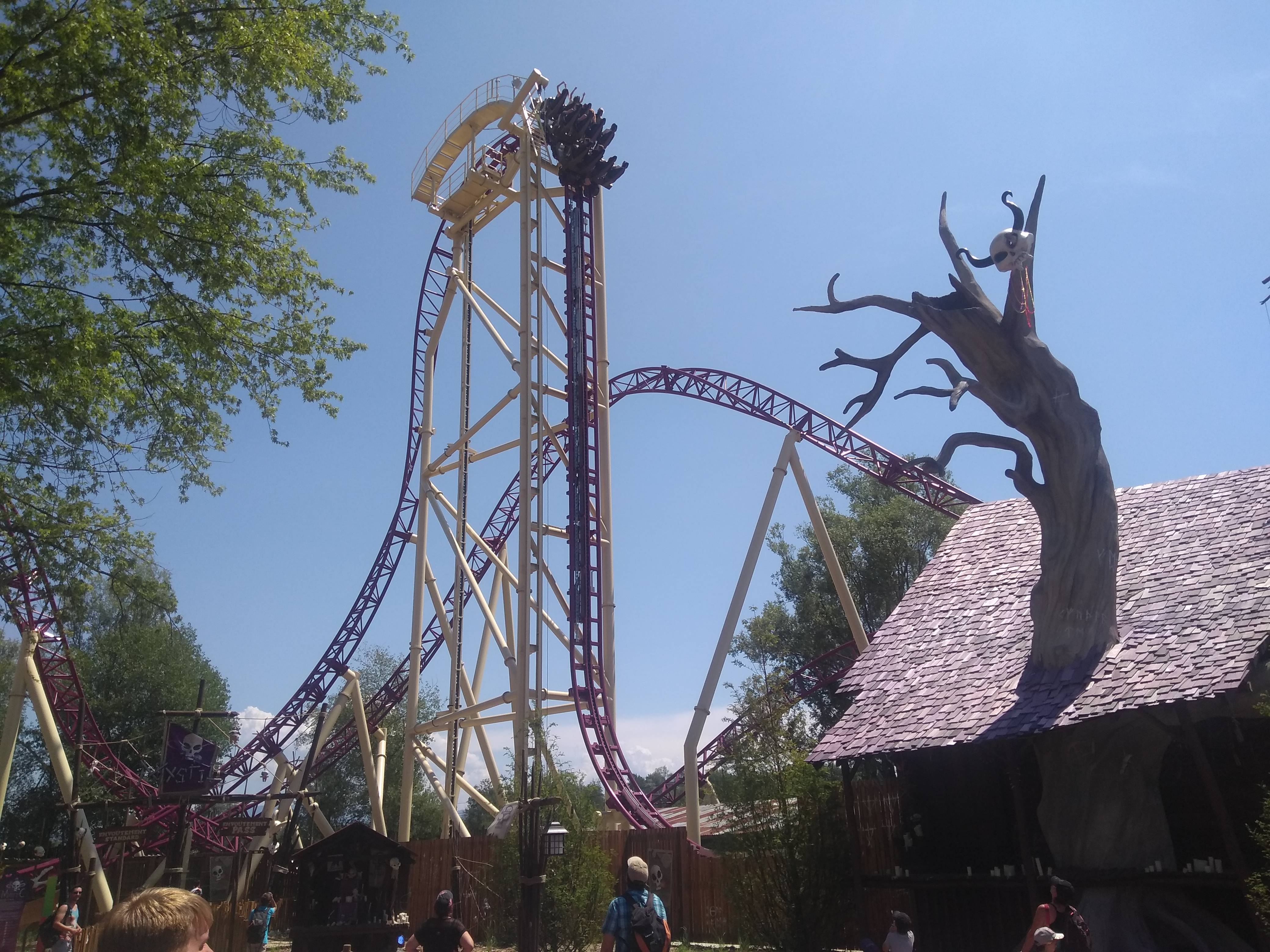
Achterbahn im Freizeitpark Walibi Rhône-Alpes

Les Avenières liegt etwa 60 Kilometer ostsüdöstlich von Lyon auf einer Erhebung an der Rhone, entlang der südöstlichen Gemeindegrenze fließt die Bièvre. Umgeben wird Les Avenières von den Nachbarorten Le Bouchage im Norden, Saint-Benoît (Département Ain) im Nordosten, Brégnier-Cordon im Osten, Aoste und Granieu im Süden, Corbelin im Südwesten sowie Veyrins-Thuellin im Westen.
Die ehemalige Gemeinde Les Avenières bestand aus den drei Teilen Ciers, Buvin (im Nordwesten) und Curtille (im Südosten). Der Name des einstigen Hauptorts Ciers verschwand weitgehend zugunsten der Bezeichnung Les Avenières, wird aber zum Teil noch verwendet („Église de Ciers“, „Salle des fêtes de Ciers“).

## Geschichte
Schon früh bestand bei Les Avenières eine Brücke über die Rhone. 1989 wurden bei Bauarbeiten dort Holzpfähle aus der Zeit zwischen 40 vor und 120 nach Christus gefunden.

## Bevölkerungsentwicklung
| 1962                       | 1968 | 1975 | 1982 | 1990 | 1999 | 2006 | 2011 |
| -------------------------- | ---- | ---- | ---- | ---- | ---- | ---- | ---- |
| 3117                       | 3181 | 3402 | 3495 | 3933 | 4308 | 4806 | 5619 |
| Quellen: Cassini und INSEE |      |      |      |      |      |      |      |

## Sehenswürdigkeiten
- Kirche von Ciers aus dem 19. Jahrhundert
- Château Bertaudières
- Château Cerisier
- Château Eau-Morte
- Freizeitpark Walibi Rhône-Alpes

## Verkehr

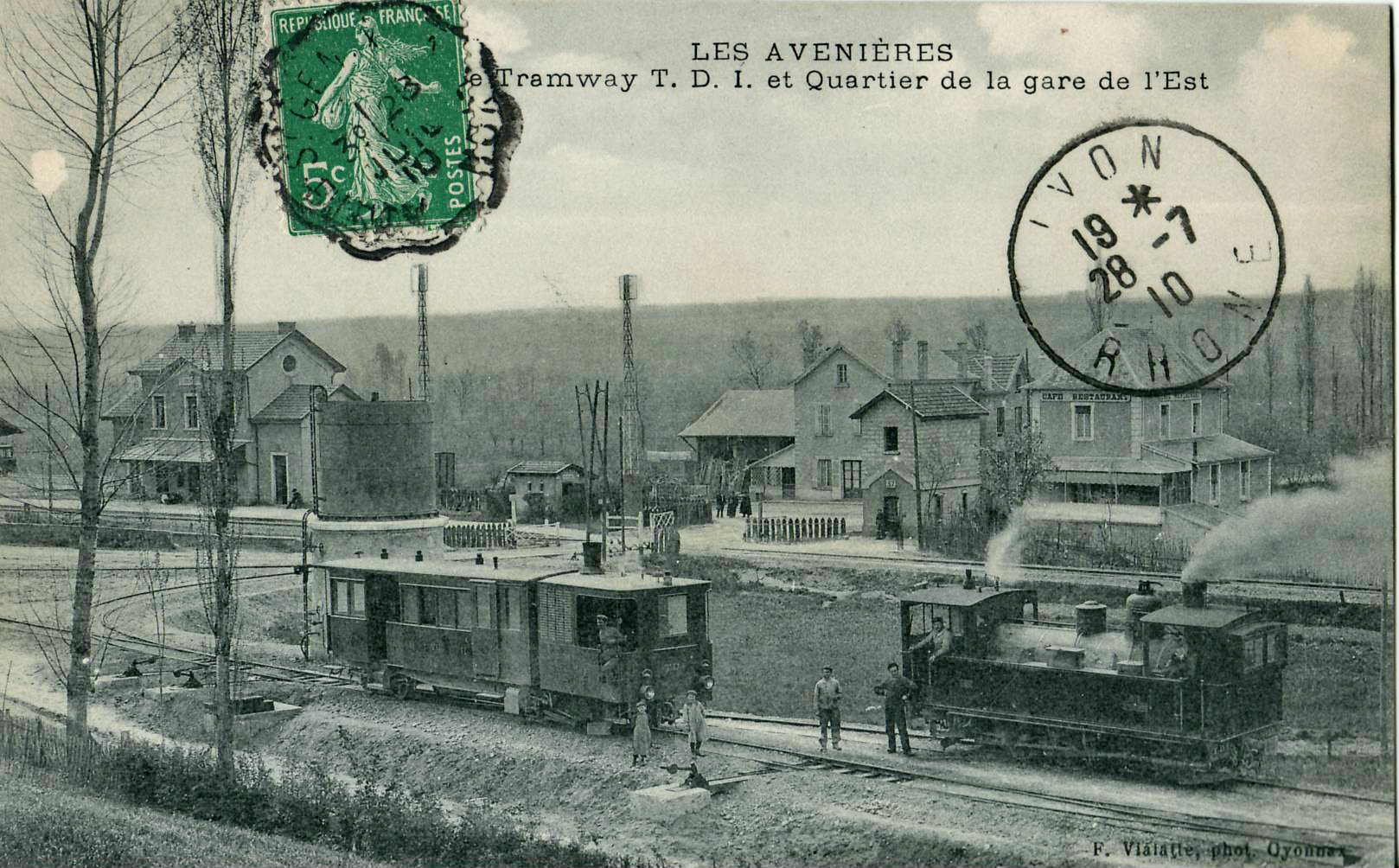
Fahrzeuge der Schmalspurbahn (vorn) und Empfangsgebäude der Regelspurbahn (hinten links)

Les Avenières liegt an der Departementsstraße D 40. Nächste Autobahn ist die A 43 mit der Anschlussstelle 10 / Les Abrets.
Der Bahnhof Les Avenières-Veyrens lag an der regelspurigen Bahnstrecke von Lyon nach Saint-Genix-sur-Guiers, die 1881 von den Chemins de fer de l’Est de Lyon eröffnet wurde. 1947 wurde deren Personenverkehr eingestellt, 1956 endete auch der Güterverkehr. Von Les Avenières führte zudem eine meterspurige Schmalspurbahn der Tramways de l’Ouest du Dauphiné nach La Tour-du-Pin, die von 1909 bis 1935 bestand.